# 세 여자 가출소동
《세 여자 가출소동》은 KBS 2TV에서 2014년 9월 21일에 방영한 드라마 스페셜이다.